# Tapachula
14°54′8.3592″N 92°15′53.024″V / 14.902322000°N 92.26472889°V
Tapachula er en by og en kommune i den mexikanske delstaten Chiapas. Kommunen ligger i regionen Soconusco, mod syd i delstaten nær grænsen til Guatemala.